# Великий бос (фільм, 1913)
«Великий бос» (англ. The Big Boss) — американська короткометражна драма режисера Фредеріка Саллівана 1913 року.

## Сюжет
Баскомб, дуже турбується за свій бізнес, вирішує звернутися до Моргана, великого боса, за допомогою. Морган пропонує допомогти йому, якщо він вийде за його дочку, Нелл, заміж. Баскомб погоджується, але потім виявляє, що Нелл закохана в Діка, молодого репортера, і не буде мати нічого спільного з ним. Морган, в люті, розповідає Баскомбу, що тепер він його знищить.

## У ролях
- Джордж Сігман — Морган, великий бос
- Ірвінг Каммінгс — Дік, репортер
- Мюріель Остріч — Нелл
- Огастес Бальфур — Баскомб
- Едвард П. Салліван — Гарт, підрядник